# مک‌کیون–ریشاور

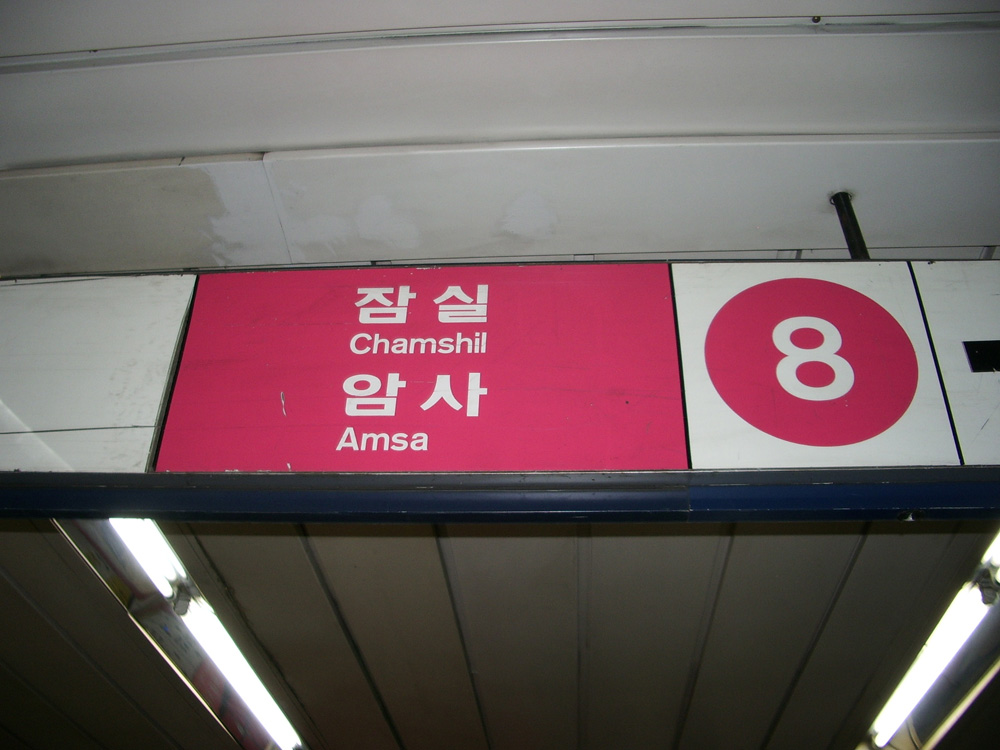
در این تابلو در ایستگاه خط ۸ متروی سئول Chamshil (잠실역) و Amsa (암사역) با مک‌کیون–ریشاور لاتین‌نویسی شده‌اند. آن‌ها در لاتین‌نویسی کره‌ای اصلاح‌شده Jamsil و Amsa خواهند بود.

لاتین‌نویسی مک‌کیون–ریشاور (انگلیسی: McCune–Reischauer romanization؛ کره‌ای: 매큔-라이샤워 표기법) (‎/mɪˈkjuːn ˈraɪʃaʊ.ər/‎) (اختصاری MR) یکی از دو سیستم لاتین‌نویسی زبان کره‌ای است که به‌طور گسترده استفاده می‌شود. نسخهٔ تغییر یافتهٔ مک‌کیون–ریشاور، سیستم اصلی لاتین‌نویسی در کره جنوبی تا سال ۲۰۰۰ بود، تا اینکه سیستم لاتین‌نویسی کره‌ای اصلاح‌شده جایگزین آن شد. نوع دیگری از مک‌کیون–ریشاور هنوز به عنوان سیستم رسمی در کره شمالی مورد استفاده قرار می‌گیرد.
این سیستم در سال ۱۹۳۷ توسط جورج ام. مک‌کیون و ادوین او. ریشاور ساخته شد. با چند استثنا، این روش نه برای نویسه‌گردانی هانگول کره‌ای بلکه برای نشان دادن تلفظ آوانگاری آن تلاش می‌کند.